# Stepan Stepanowitsch Kriwoschtschokow
Stepan Stepanowitsch Kriwoschtschokow (russisch Степан Степанович Кривощёков; * 1942 im Dorf Olchowka, Rajon Afanassjewo) ist ein sowjetisch-russischer Bildhauer.

## Leben
Kriwoschtschokow schloss die Ausbildung an der Steinmetz-Schule in Kungur 1961 ab. Anschließend studierte er am Staatlichen Pädagogik-Institut Nischni Tagil (jetzt Filiale der Russischen Staatlichen Berufspädagogik-Universität Jekaterinburg) in der Fakultät für Kunst und Grafik mit Abschluss 1975.
Kriwoschtschokow unterrichtete am Kunst-Gewerbe-College der Oblast Perm in Kungur. Seit 1982 nimmt er an regionalen und überregionalen Ausstellungen teil. 1993 wurde er Mitglied der Union der Künstler Russlands (SChR). Auch ist er Mitglied des Internationalen Kunstfonds und des Kunstexpertenrats für Volkskunstgewerbe der Region Perm.

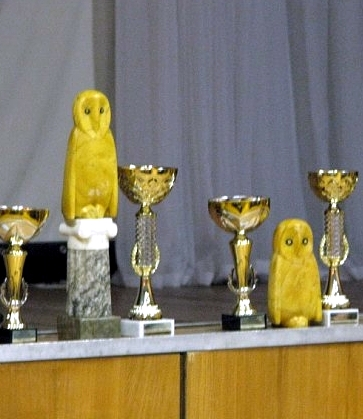
Große und Kleine Eule zwischen Kama-Region-Pokalen

Typisch für Kriwoschtschokows Werk sind kleine Plastiken, die die künstlerischen Traditionen der Kama-Region fortführen. Er arbeitet mit Alabaster, Marienglas, Anhydritspat, Speckstein und Kalkspat der Ural-Region. Er beteiligte sich an der Restaurierung der Denkmäler in Kungur, darunter auch das 1987 errichtete und 2006 restaurierte und versetzte Denkmal des Helden der Sowjetunion Pawel Ponomarjow. Er schuf die Große Eule (1999) und die Kleine Eule (2007), die die Hauptgewinne des jährlichen Festivals Kama-Region-Pokal des Zentrums für Begabungsentwicklung und des Intellektuellenklubs Hyperborea für Meisterjugendmannschaften in Perm sind.
Skulpturen Kriwoschtschokows befinden sich in Perm, Jekaterinburg, Kurgan, Kungur und Tscherdyn sowie in Privatsammlungen in Russland, Italien, Frankreich, Polen, Japan, Kanada und den USA.

## Ehrungen, Preise
- Preise der Oblast Perm im Bereich Kultur und Kunst
- Preise der internationalen und allrussischen Wettbewerbe der Juwelier- und Steinmetzkunst
- Verdienter Lehrer der Russischen Föderation